# USS 컨스티튜션

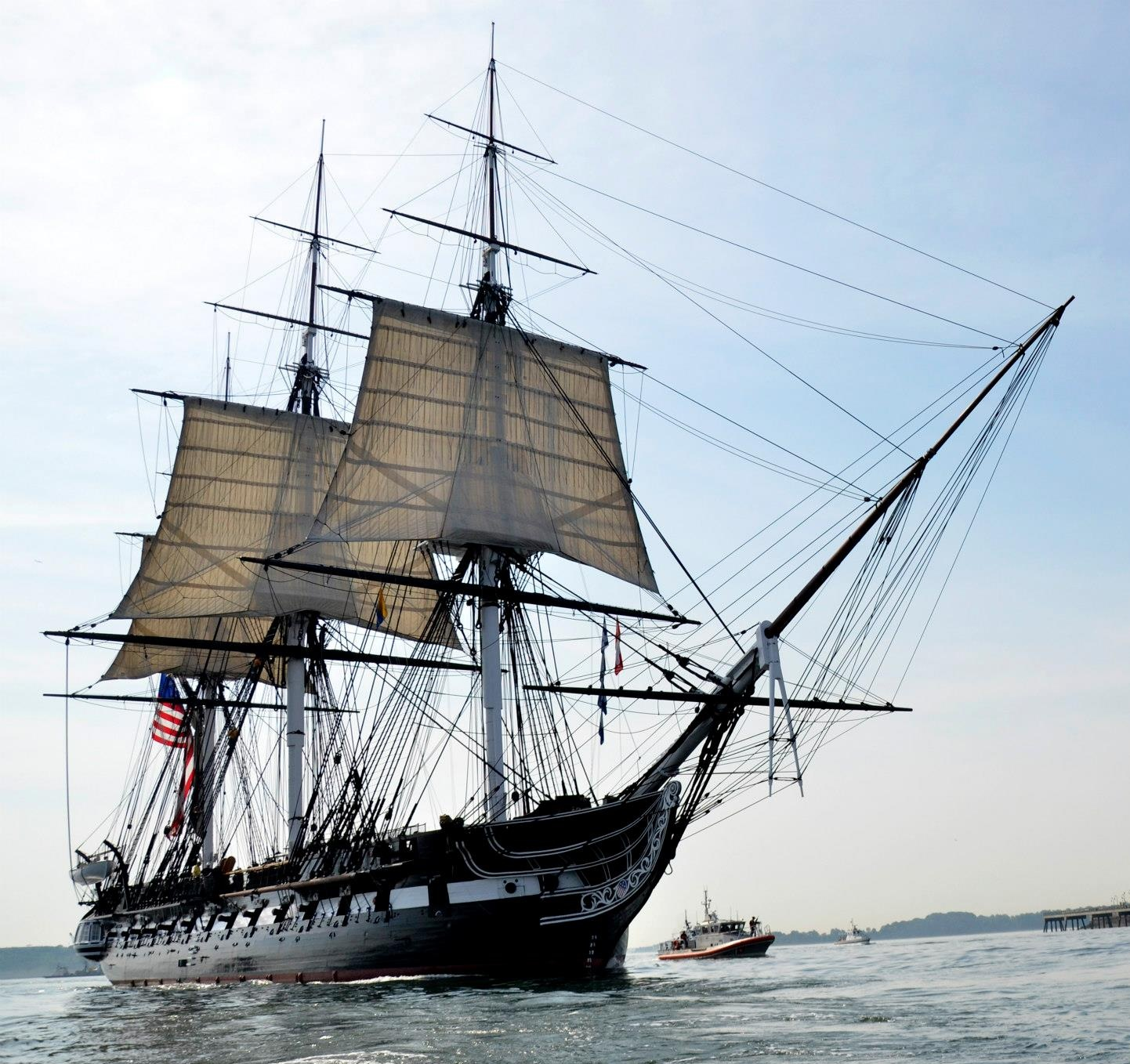
USS 컨스티튜션, 2012년.

미 해군 군함 컨스티튜션(USS Constitution)은 3개의 돛을 단 목조 선체의 배로 미국 해군의 중무장 프리깃이다. "헌법"을 의미하는 배의 이름은 조지 워싱턴 대통령이 미국의 헌법 제정 이후에 지었다. 이 배는 세계에 남아있는 해군함들 중 취역한 지 가장 오래된 배이다. 컨스티튜션은 1794년 해군법에 의해 건조 승인을 받아 건조된 6개의 프리깃 중의 하나였으며, 그 중 세 번째로 건조되어 1797년에 취항하였다. 조슈아 험프리는 그 프리깃들을 새로운 해군의 주력함으로서 설계했으며, 그런고로 컨스티튜션과 그 자매함들은 동시대의 다른 프리깃들보다 더 컸으며 무장도 강화하였다. 매사추세츠주 보스턴의 어드먼드 하츠 건조장에서 건조되었으며, 새로이 창설된 미국 해군에 배속된 컨스티튜션의 최초의 임무는 프랑스와의 유사전쟁 동안 미국 선적의 상선을 보호하는 것이었다. 또한 제1차 바르바리 전쟁에서 바르바리 해적들을 상대하였다.

## 역사

### 건조와 임무
콘스티튜션은 매사추세츠주 보스턴의 에드먼드 하트 조선소에서 조지아 세인트 시몬스 갸스코인 블러프에서 생산된 낸 탄력있는 2,000개의 라이브 오크 (특히 남부 라이브 오크)를 사용하여 건조되었다. 콘스티튜션의 측판의 두께는 7 인치 (178 mm)이었다. 배의 구조는 당시로서는 특징이 있고, 선체 대각선으로 교차하는 착각이 들게끔 설계되어 선체 강도를 상당히 올리고 있다. 측판 중지 구리 못 또는 볼트 및 선복을 지키는 구리 코팅은 폴리비아가 담당을 했다. 1797년에 보스턴 항구에 취역할 때까지 여러 번 실패를 거듭했다. 콘스티튜션은 1798년 7월 2일에 처음으로 출항했고 프랑스와 유사 전쟁에서 미국 남동부 해안 경계를 맡았다. 이 작전 중에 산토 도밍고의 푸에르토 플라타에 대한 수륙 양용 작전에 참가하여, 프랑스의 사략선 샌드위치를 나포하고 스페인 요새의 대포를 무력화시켰다.
1803년 컨스티튜션은 에드워드 프레브르 함장의 지휘 하에 지중해 함대의 기함이 되어 북아프리카의 바버리에 대한 전쟁터로 향했다. 바바리는 미국에게 통행료를 요구하는 대신에 지중해 항구에 미국 상선의 기항을 허용하는 태도에 나섰다. 프레브르는 트리폴리에 대해 공격적인 자세로 임하고 항구를 봉쇄하고 요새에 함포 사격을 가했다. 결국 트리폴리, 튀니스와 알제리가 이 평화 조약에 응했다.
콘스티튜션은 종전 후에도 2년간 협약의 조건을 이행하기 위해 북아프리카 해안 경계 항해를 계속했다. 지휘관은 1803년에서 1805년 사이에 스테판 디케이타와 다른 2명의 함장이 순차적으로 교체되었다.
1807년에는 보스턴으로 돌아 여비 개량 공사에 2년을 소요하여 1809년에 존 로저스 해군 준장의 지휘로 북대서양 함대의 기함으로 재취역했다.

## 1812년 전쟁

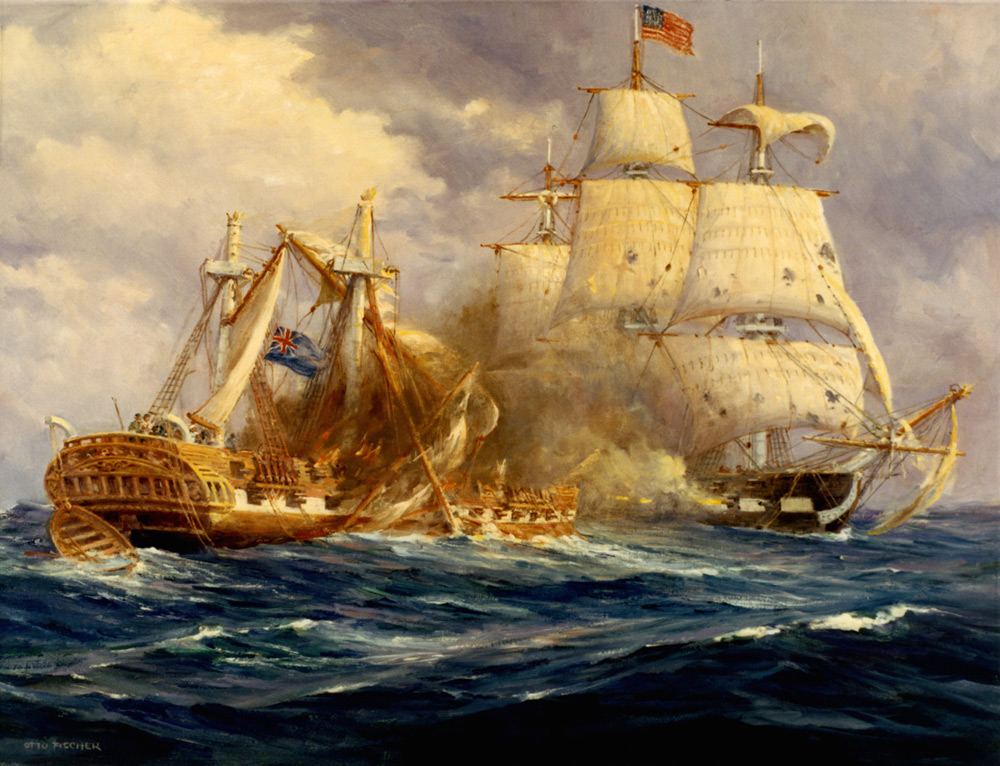
전투 중인 컨스티튜션과 게리에르

1812년 초, 영국과의 관계가 악화되자 해군은 전쟁 준비를 시작했다. 미영 전쟁의 선전 포고는 6월 20일에 이루어졌다. 1810년에 지휘관으로 임명된 아이작 헐의 지휘로 콘스티튜선은 6월 12일에 명령도 없이 출항하여 항만 봉쇄에 대비했다. 아이작의 생각은 로저스의 함대 5척과 합류하는 것이었다.
7월 17일 콘스티튜션은 뉴저지 에그 하버 떨어져 5척의 군함 그림자를 알아차렸다. 다음날 아침 경계병이 그 배가 영국 해군 함대임을 확인했다. 영국 함대도 콘스티튜션 호를 알아보고 추격을 시작했다. 헐은 바람이 없다는 것을 감지하고, 숙련된 승무원들로 하여금 보트를 내려 함을 견인하게 했다. 작은 닻을 사용하여 함의 방향을 잘 잡고, 돛을 적셔 묵직하게 만들어 약간의 바람도 탈 수 있도록 했다. 이제 완전히 어둠에 묻혀 영국 함대와의 거리를 벌였다. 7월 혹한 속에서 2일 이틀 밤에 걸쳐 노력 끝에 컨스티튜션 호는 결국 추적자를 완전히 따돌릴 수 있었다.
1개월 후, 8월 19일 콘스티튜션은 노바스코샤 연안에 영국 함대 한 척과 마추쳤다. 전면 돛에 Not The Little Belt라는 글귀가 채색된 소형 프리깃으로 38문 함을 갖춘 HMS 게리에르(HMS Guerriere)였다. 영국 프리깃은 사거리에 들어가자 포격을 개시했다. 헐 함장은 대포 공격을 멈추고, 유리한 위치를 잡고 두 함이 불과 23m까지 접근할 때 포격을 개시했다. 그는 완적 이중 적대된 포도탄과 구형탄을 발사하게 했다. 이 포격으로 게리에르가 미즌마스터를 끄집어 내게 했다. 뒷돛대가 물에 끌리게 된 게리에르의 기동성은 뚝 떨어졌고, 컨스티튜션호로 충돌을 하여 보우 스피릿 돛대가 컨스티튜션 호의 미즌 삭구와 엉키게 되었다. 이것으로 게리에르의 사격이 가능한 함수포가 노출되게 되었다. 헐의 선실에 불이 붙었지만, 그 화재는 재빨리 진압되었다. 배가 서로 엉켜 고정되자, 두 선장을 도선 공격을 명령했지만, 심한 파도로 인해 어느 쪽도 갑판으로 올라갈 수 없었다.
한 지점에서 두 함선은 같이 반시계 방향으로 회전을 했으며, 컨스티튜션 호는 광범위 포격을 퍼부을 수 있었다. 두 배가 떨어지자, 제1사장이 뽑히는 힘이 게리에르의 삭구를 통해 충격을 전달했다. 선수의 돛이 금방 무너지고, 이어서 주 돛도 금방 무너져 버렸다. 게리에르는 돛을 상실하게 되었으며, 통제불능에 빠져, 1/3 가까이가 부상을 당하거나, 사망을 했다. 반면 컨스티튜션 호는 대체로 손상되지 않았다. 영국군은 결국 항복을 했다.